# Acâș
Acâș es una comuna ubicada en el distrito de Satu Mare, Rumania.

## Superficie
Posee una superficie de 63,78 kilómetros cuadrados.

## Demografía
Hasta 2021 la población era de 2728 habitantes, con una densidad de población de 42,77 habitantes por kilómetro cuadrado.